# Maslenica

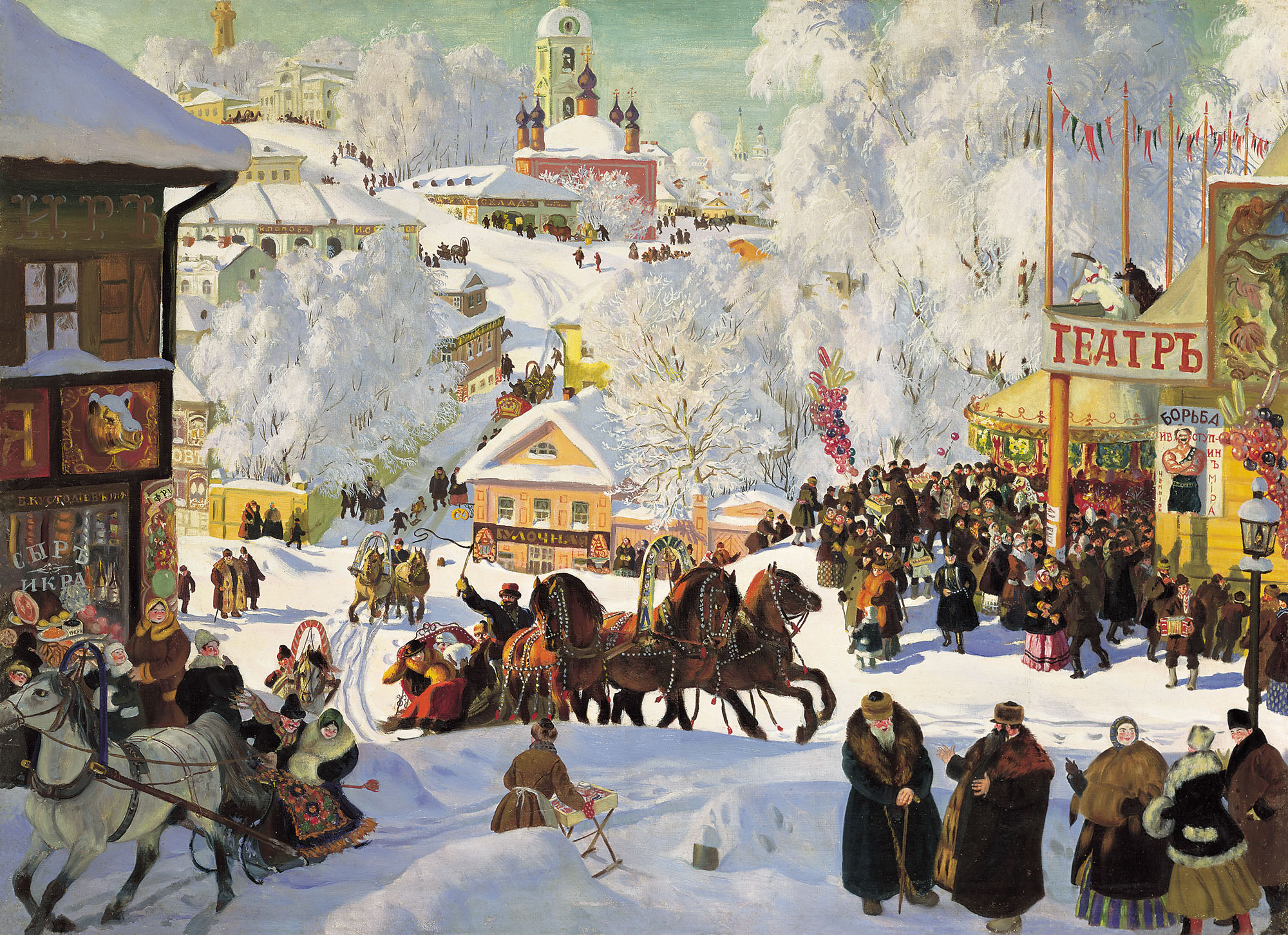
Boris Kustodiev Maslenica (1919). San Pietroburgo, Museo Isaak Brodskij.

Maslenica (in russo Ма́сленица?; in ucraino Ма́сниця?, Másnicja) è una festa tradizionale russa, ucraina e bielorussa che si svolge nella settimana immediatamente precedente la Quaresima e corrisponde per la maggior parte al carnevale italiano.
Dato che la religione ortodossa vieta il consumo di latticini, burro (in russo ма́сло?, máslo) e di uova durante la Quaresima, la Maslenica rappresenta l'ultima occasione per gustare questi ingredienti. Durante la Maslenica vengono confezionate delle caratteristiche frittelle dolci a base, appunto, di burro e di uova, chiamate bliny, che sono generalmente rotonde e richiamano la forma del sole, forse anche perché il periodo della maslenica coincide con la fine dell'inverno. 
Il culmine della festa si ha nella giornata di martedì (martedì grasso), un gradito addio alla neve in attesa della primavera che sta per arrivare.
Nel calendario ecclesiastico l'esatta denominazione di questo periodo è syrnaja sedmica (сырная седмица, "settimana del formaggio") ed è immediatamente precedente alla mjasopustnaja sedmica (мясопустная седмица, "settimana in cui ci si astiene dal mangiar carne").
L'inizio della settimana della maslenica varia di anno in anno proprio in virtù di quello della Quaresima. Il senso religioso e profondo della festa risiede nella carità, nel riconciliarsi con gli altri, nel perdonare le offese e nello stare insieme alle persone care, siano essi amici, parenti o vicini di casa.